# Joseph Beuys

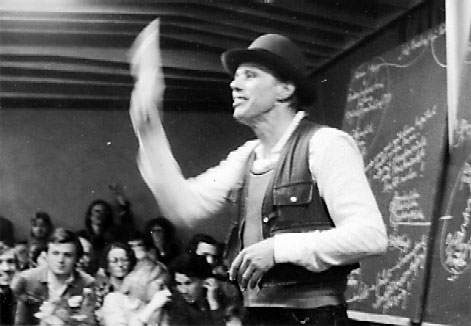
Jeder Mensch ein Künstler — Auf dem Weg zur Freiheitsgestalt des sozialen Organismus (« Chaque personne un artiste. Sur la voie de la forme libertaire de l'organisme social ») 1978, performance.

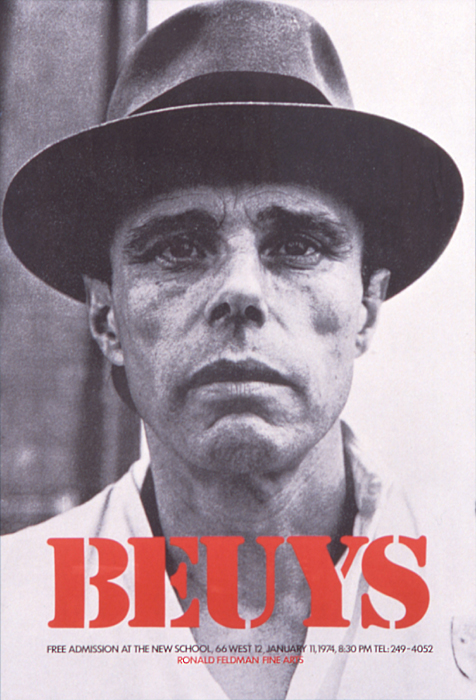
Affiche pour le dialogue à la New School pendant la première visite de Joseph Beuys aux États-Unis en 1974 - Courtesy Ronald Feldman Fine Arts, New York.

Joseph Heinrich Beuys [ˈjoːzɛf ˈhaɪ̯nʁɪç ˈbɔʏs], né le 12 mai 1921 à Krefeld et mort le 23 janvier 1986 à Düsseldorf, est un artiste allemand qui a produit nombre de dessins, estampes, sculptures, performances, happenings, vidéos, installations et théories, constituant un ensemble artistique très engagé politiquement. Il s'est façonné aussi un personnage et des légendes sur sa vie.

## Polémique
En 2013, l'écrivain suisse-allemand Hans Peter Riegel (de), dans sa biographie en quatre tomes qu'il lui consacre, démontre l'étendue des mensonges et contradictions biographiques de Josef Beuys.

## Biographie

### Jeunesse et Seconde Guerre mondiale
Né le 12 mai 1921 à Krefeld , sur la rive gauche du Rhin inférieur,, Joseph Beuys apprend à jouer du violoncelle dès son plus jeune âge, puis il intègre les jeunesses hitlériennes en 1936. Élève médiocre mais s'intéressant aux animaux, il découvre la photographie animalière. Il quitte l'école sans diplôme. En 1939, il travaille dans un cirque, entre autres à nourrir les animaux. En 1941, il s'engage volontairement dans la Luftwaffe pour 12 ans, et devient sous-officier mitrailleur à bord des Stuka JU 8O sur le front russe, en Crimée. Son avion rate la piste d'atterrissage qui était enneigée, en Ukraine en mars 1944. Il est blessé, le nez cassé, et son pilote est mort. Immédiatement récupéré par la Luftwaffe, puis après un mois de convalescence, il est muté à Hambourg dans les commandos parachutistes dans la division Erdmann avec laquelle il combat et se rend aux troupes britanniques le 8 mai 1945. Il est prisonnier jusqu'en août 1945. Il ne reçoit aucun brevet de médaille militaire.
Il reste pendant toute sa vie en relation étroite avec d'anciens militaires et officiers SS, comme Karl Fastabend, qui forment un groupe soudé de collectionneurs, de défenseurs de l'œuvre de Beuys et fondateurs de son parti politique.

### Après la guerre
À partir de la fin de la guerre, il s'inscrit à l'Académie des beaux-arts de Düsseldorf et devient l'élève d'Ewald Mataré. Puis il rencontre l'anthroposophe Max Benirschke (de) avec lequel il découvre les théories ésotériques de Rudolf Steiner, dont il s'inspire.
Dès cette époque, il réalise de nombreuses tombes et monuments funéraires pour des familles des soldats allemands. Son projet présenté lors du concours pour la création d'un monument à la mémoire des victimes d'Auschwitz est rejeté.

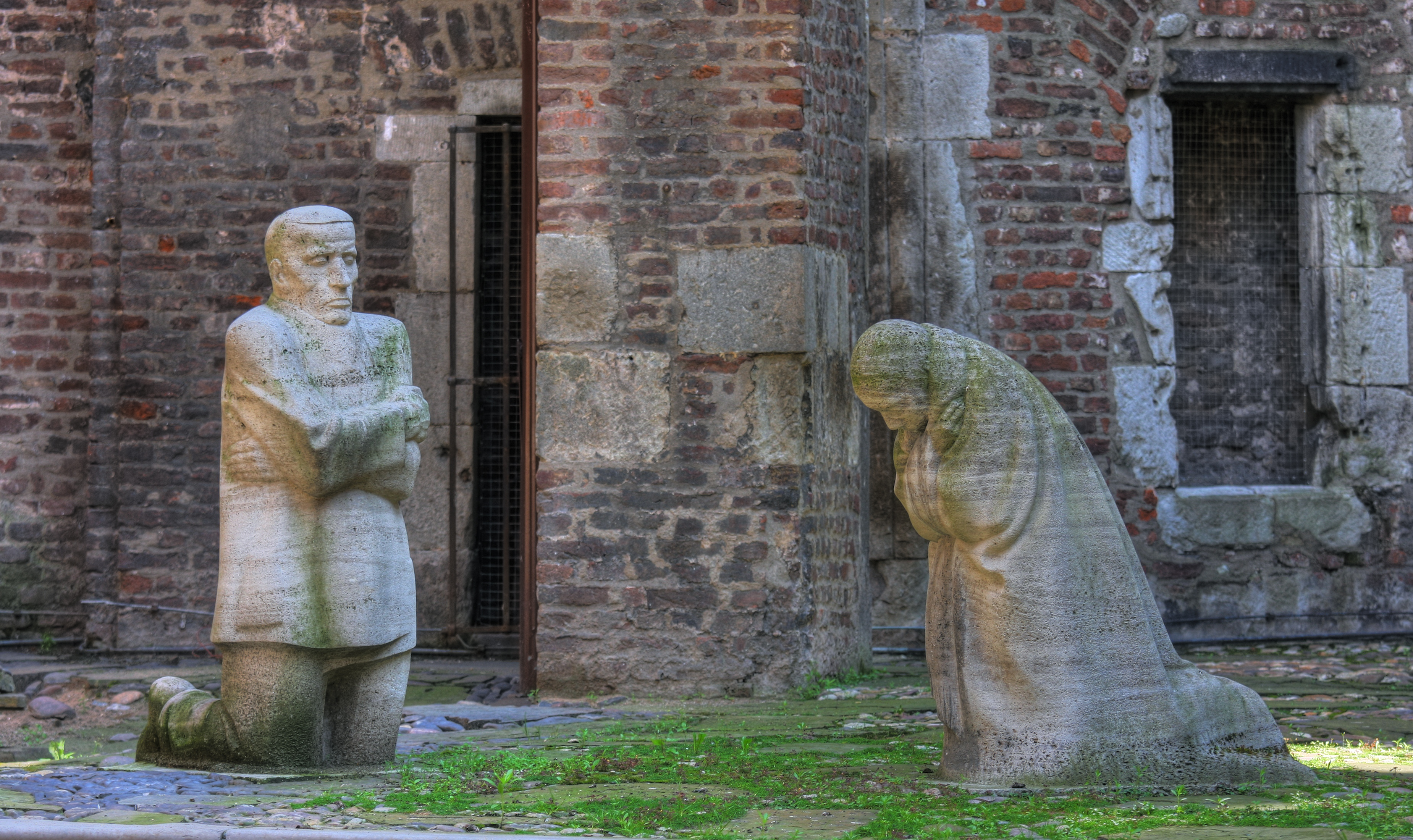
Alt St. Alban - Les parents en deuil. Monuments aux morts aux soldats allemands.
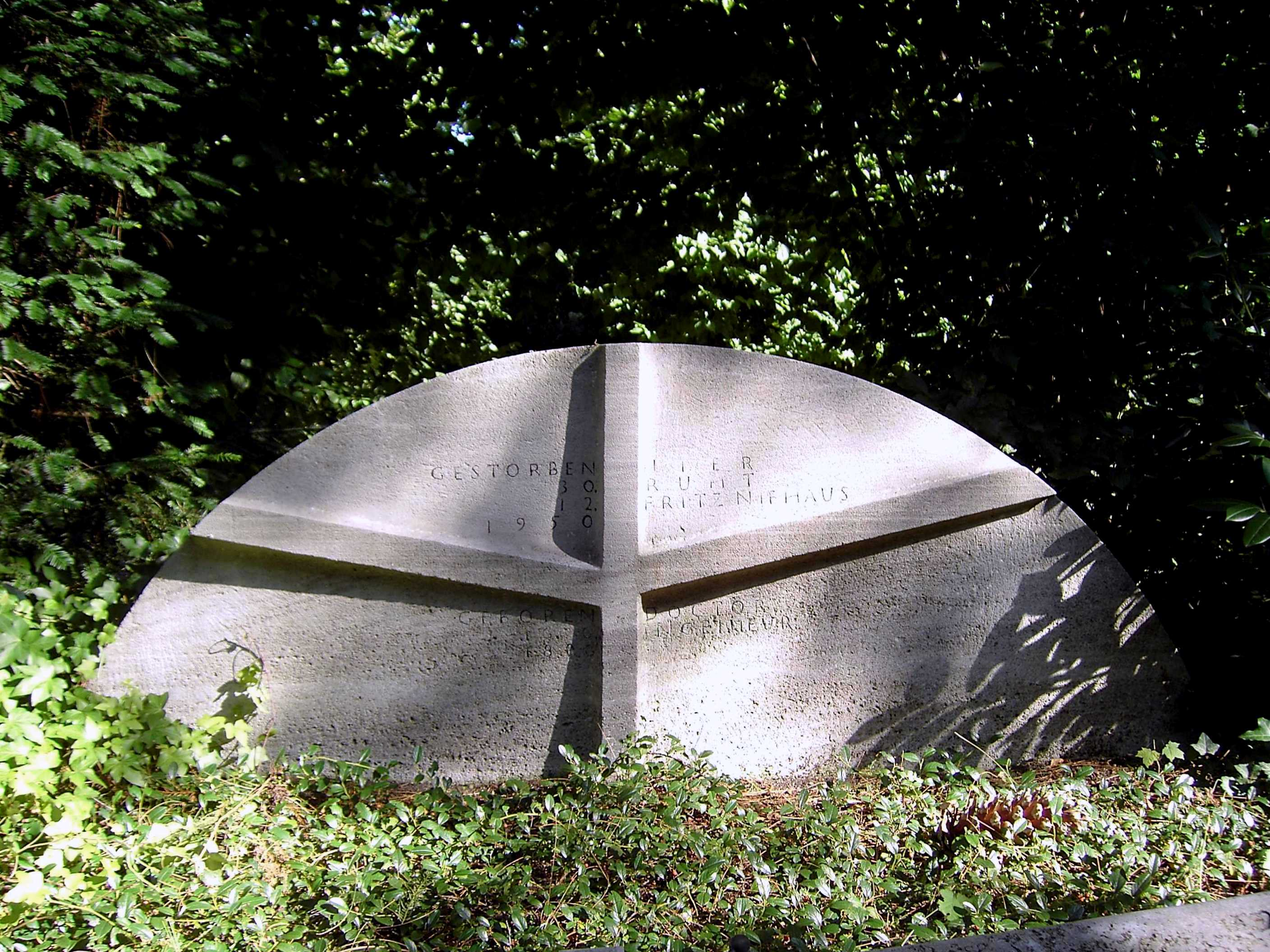
Joseph Beuys, tombe de Fritz Niehaus, 1951.
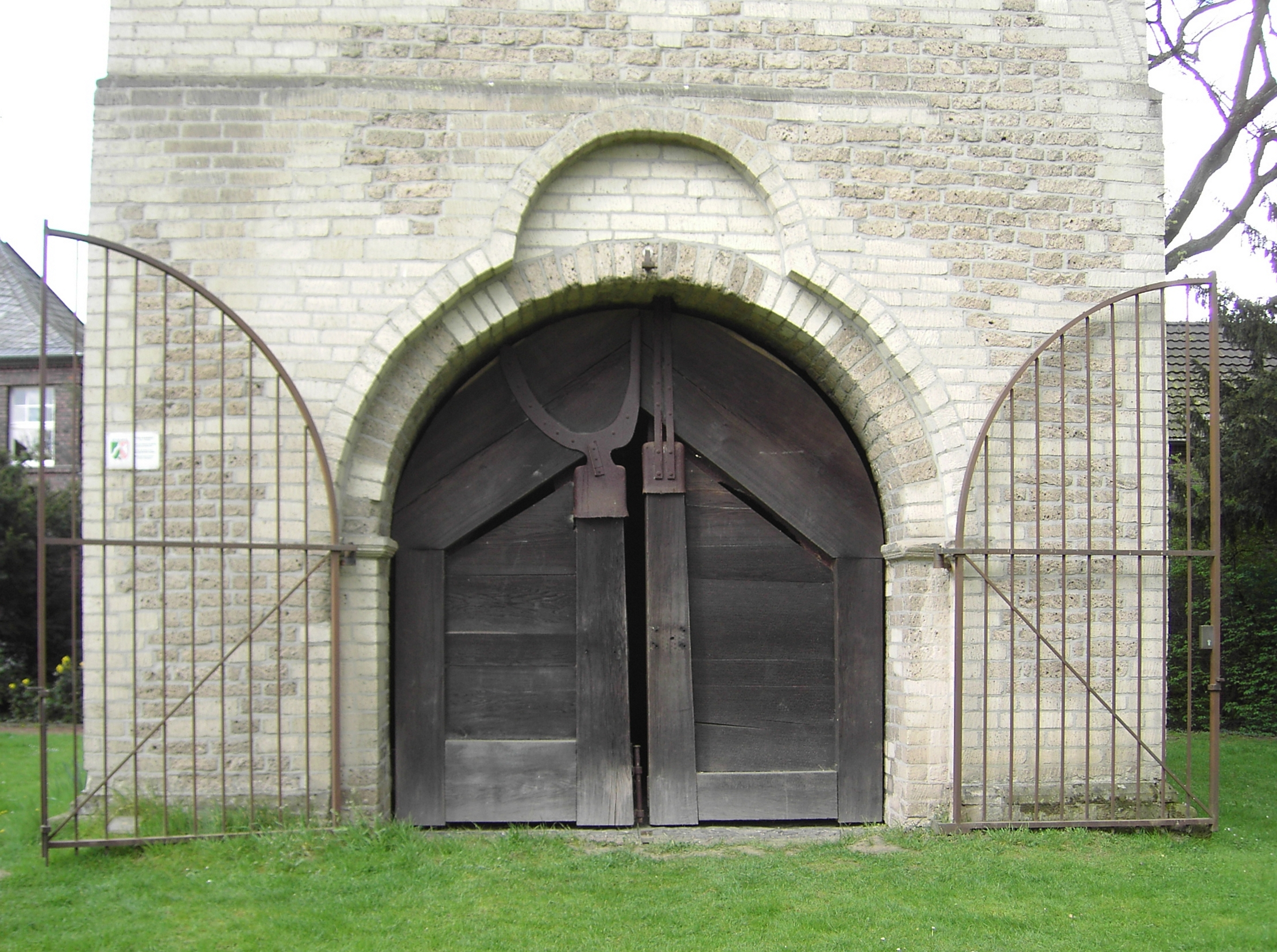
Beuys - Porte pour l'ancienne tour de l'église de Büderich, 1959.
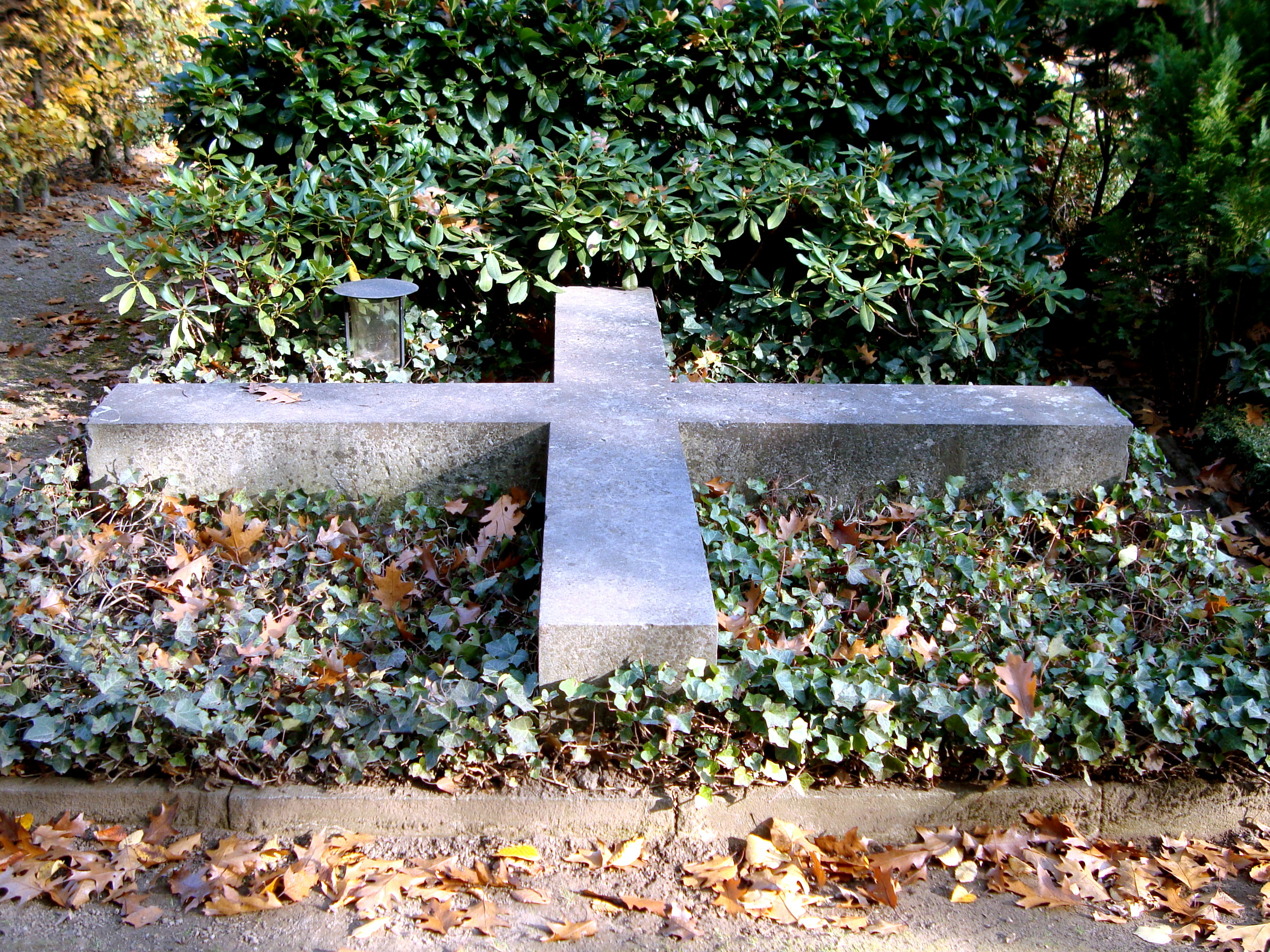
Tombe de Karl Wiedehage, 1970, Cimetière de Düsseldorf.

Il pratique assidument le dessin, activité qu'il conserve toute sa vie de manière régulière, et que Beuys défend comme une pratique « que tout homme peut faire », puisque « tout homme est un dessinateur en ce sens qu'il représente quelque chose ». Dessinateur compulsif, il s'intéresse plus particulièrement aux herbiers, à l'étude de la feuille d'olivier et des feuilles d'orties.

### Années 1960
Il émerge sur la scène artistique mondiale et y acquiert une notoriété dans les années 1960. Il est nommé professeur de sculpture à l'académie des beaux-arts de Düsseldorf en 1961, alors qu'au même moment, avec l'amitié de Nam June Paik, il intègre le groupe Fluxus où il pratique les happenings, les actions, les performances et les installations. Il se présente non seulement comme dessinateur et sculpteur, mais aussi comme une sculpture vivante qui se présente comme telle dans des actions comme dans : Comment expliquer les tableaux à un lièvre mort à la galerie Schmela de Düsseldorf en 1965.
Visage émacié, chapeau mou en feutre, gilet de chasse sur une chemise blanche forment la silhouette immédiatement reconnaissable de l'artiste.
En 1969, il participe à l'exposition de Harald Szeemann Quand les attitudes deviennent forme à la Kunsthalle de Berne, qui lui apporte la reconnaissance internationale.
Sa production artistique, constituée d’actions, de peintures, de dessins, de sculptures et de vitrines, s’étend sur plus de trente ans. Durant cette période, il donne également de nombreuses conférences (à Londres, Düsseldorf, Dublin, Bruxelles, Paris, New York…), tout en enseignant dans plusieurs instituts (Düsseldorf, 1961-1972).

#### Biographie mythologique
Lors de ses activités de conférencier, il se présente avec une biographie mythologique.
Il déclare par exemple être né à Clèves (et non à Krefeld). C’est en découvrant des illustrations des sculptures de Wilhelm Lehmbruck, au cours des années 1930, que Beuys ressent fortement la volonté de devenir sculpteur. Le 19 mai 1933, lors d'un autodafé dans son lycée, il sauve un exemplaire de Systema naturae de Carl van Linné. Il obtient son baccalauréat en 1940, juste avant d’être enrôlé en tant que pilote dans l’armée de l’air allemande, où il est héroïque et reçoit la Croix de fer.
Toujours dans ce désir de se construire une biographie mythologique, il affirme qu'un événement s'avère déterminant pour la suite de sa vie : pilote de la Luftwaffe sur le front russe pendant la Seconde Guerre mondiale, il s’écrase en Crimée. Ce moment est pour lui celui de l’instauration de sa légende personnelle : bien qu’une patrouille allemande l’ait retrouvé et emmené à l’hôpital, Beuys raconte que, recueilli par des nomades tatars qui l’ont nourri de miel, il est revenu à la vie, recouvert de graisse et enroulé dans des couvertures de feutre. Ces éléments qui lui auraient sauvé la vie deviennent récurrents dans sa production artistique (exemple : Pompe à miel présenté à la documenta 6 de 1977). Il utilise aussi couramment des matériaux tels que le feutre ou la graisse, en souvenir de l'incident au cours duquel ces éléments lui auraient sauvé la vie (exemple : La horde). Il situe sa conversion au chamanisme à ce moment, ayant vu au-delà « de la porte de la mort » : « J'opposai d'abord à cette culture positive l'image d'un monde qui selon l'idée dominante est dépassé. A mon avis, il n'est pas dépassé, il devient même très actuel si on l'approche en empruntant la bonne voie. L'ordre établi, lui aussi, offre parfaitement des voies avec des méthodes d'investigation des sciences naturelles exactes. Je n'ai jamais été d'avis que le stade de notre civilisation doive être jugé négativement. je me détourne certes, je recule, mais je cherche également à élargir ce qui existe en le faisant éclater vers l'avant. de cette façon de vieux contenus mythiques redeviennent actuels ».

### Années 1970

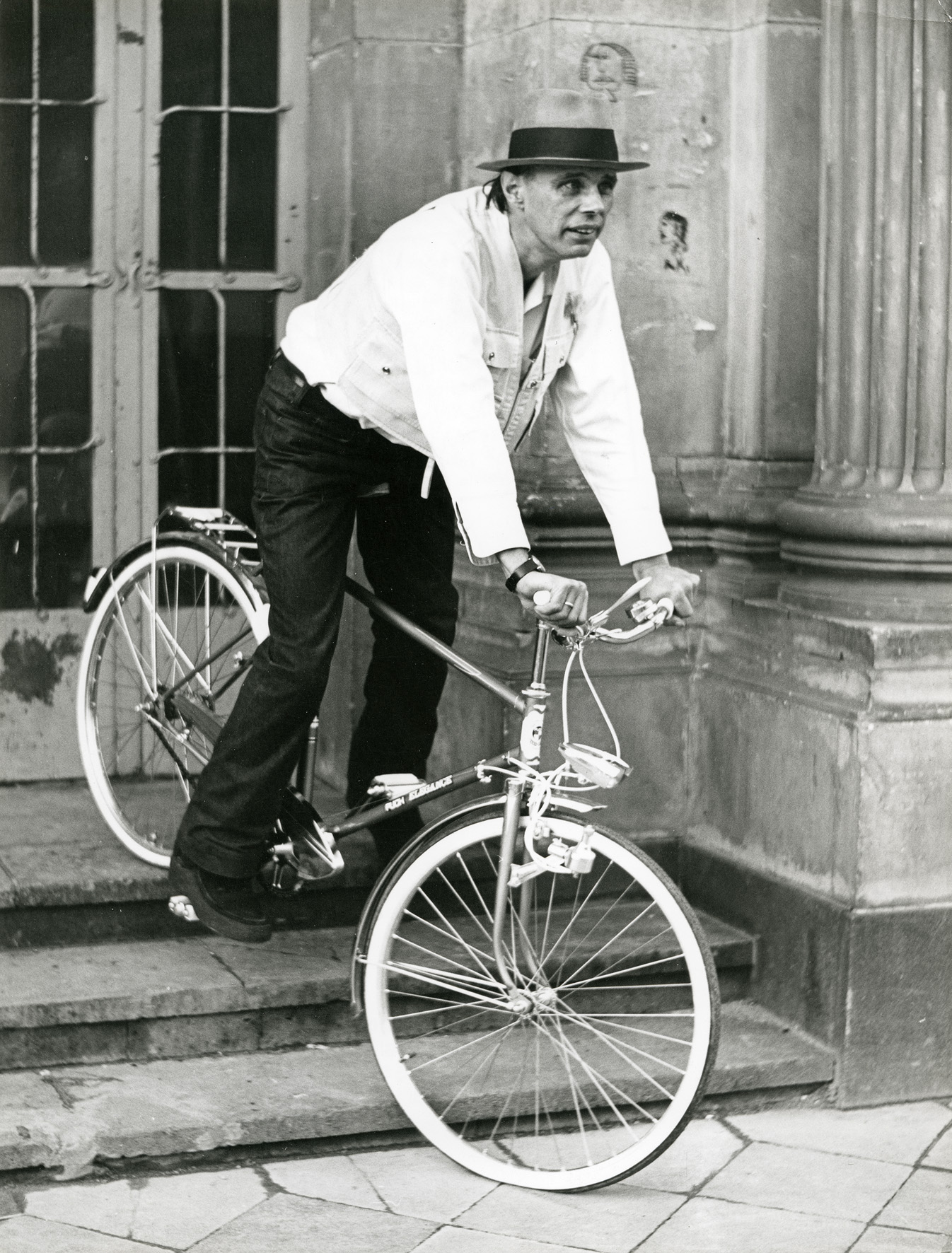
Joseph Beuys avec son vélo sur le perron de l'Académie des Beaux-Arts de Düsseldorf.

Beuys envisage l'enseignement comme une maïeutique, un dialogue ouvert avec ses élèves. Il ouvre son atelier et une académie privée ouverte à tous où il accueille plus de 400 élèves. Il considère l'enseignement comme une forme d'art, comme une forme de sculpture sociale. L'artiste est un chaman, un prêtre, un guide qui conduit les esprits par delà le temps avec les morts et les vivants dans les mythes allemands. Il en tire la conséquence que le corps social peut-être considéré comme une terre à modeler, à qui l'on peut donner forme pour créer une nouvelle relation de l'homme à la nature. Il crée un parti animaliste et écologiste avec de nombreux anciens soldats de la Wehrmacht, qui dénote ses ambiguïtés idéologiques, dont celles du refus de la démocratie parlementaire et représentative, et de la gouvernance directe par référendum ; il présenterait une forme de psychanalyse pour tenter de soigner la psyché traumatisée de la RFA.

### Engagement politique

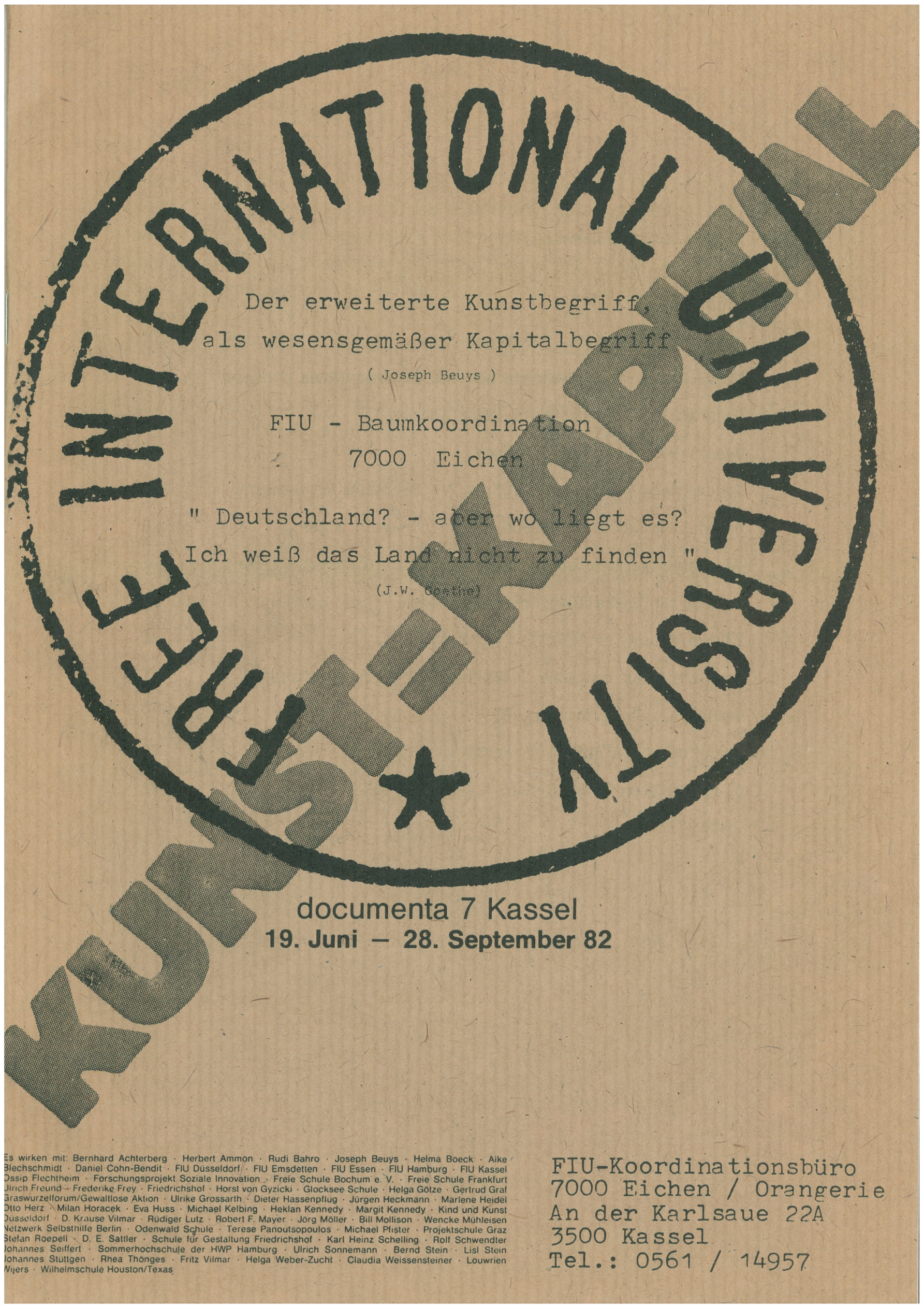
Documenta 7 - Free International University, 1982.

En mars 1970, il fonde le Deutsche Studentenpartei (de) (DSP) (Le parti des étudiants allemands), puis le 19 juin 1971, Organisation für direkte (de) (l'organisation pour la démocratie directe à travers le référendum), qu'il fusionne avec l' Organisation der Nichtwähler (l'Organisation des Abstentionnistes). Il fonde la Free International University (de) (FIU). En 1977, il fonde son parti écologiste et se présente aux élections européennes de 1979, sans succès. Du 12 au 13 janvier 1980, Beuys participe au congrès du parti fondateur des Die Grünen (les Verts) à Karlsruhe et le 16 février 1980 à leur assemblée générale du Land à Wesel.
Dans le même temps, il présente à New York sa performance en 1974 : I like America and America likes Me, où il reste enfermé pendant deux jours avec un coyote. Et il est présent dans les trois Documenta de Cassel de 1972 à 1982. En 1979, à l'occasion de son exposition au Musée Solomon R. Guggenheim de New York, Beuys définit son travail comme :
« Formes de Pensées - Comment nous formons nos pensées
Formes de Paroles - Comment nous transformons nos pensées en mots
Plastiques sociales - Comment nous formons et façonnons le monde dans lequel nous vivons : la sculpture est un processus évolutionnaire, chaque être humain est un artiste. »

### Mort
Joseph Beuys meurt à Düsseldorf le 23 janvier 1986 d'une insuffisance cardiaque à l'âge 64 ans.

## Élèves notables
- Anselm Kiefer
- Jörg Immendorff
- Blinky Palermo

## Œuvre

### Une mythologie individuelle
En partant de son accident en Crimée (ou du mythe de cet accident), il édifie une œuvre à caractère autobiographique et métaphorique qu’il qualifie de « mythologie individuelle ». Les croix rouges qui apparaissent dans certaines de ses œuvres, comme Infiltration homogène pour piano à queue (1966), rappellent ainsi des souffrances occultées, personnelles ou ancestrales. La symbolique passe également par l’emploi de matériaux non conventionnels. L’œuvre de Joseph Beuys a une vocation thérapeutique qui vise à guérir la société de ses maux, ce qui n’est pas sans rappeler les études de médecine qu’il suivait avant qu’elles soient interrompues par la guerre (il s'agit encore ici d'une affirmation mythomane de Beuys).
Il étudie la sculpture sous la direction d’Ewald Mataré à l’académie de Düsseldorf. En 1955, il souffre d’une dépression nerveuse et passe deux ans alité, incapable de travailler jusqu'en 1959. C'est deux années plus tard qu’il est nommé professeur à son ancienne école.
Dès que l’art du happening arrive des États-Unis, Beuys commence à en organiser avec le groupe international Fluxus.
En août 1979, Bernard Lamarche-Vadel interroge Joseph Beuys à propos d’une crise psychique globale survenue entre 1955 et 1957, qui aurait permit à l’artiste d’effectuer une remise à plat de tout ce qui affecte sa vie et d’établir les principes fondamentaux de son art :

« Je pense que les événements les plus globaux sont toujours étroitement liés à ce que les gens appellent une mythologie individuelle. Car pendant cette période, il n’y eut pas seulement une recherche globale aboutissant à une théorie, que l’on pourrait écrire sur un tableau noir comme un schéma, mais ce fut aussi une période très productive avec beaucoup de concepts et ce que l’on définira plus tard comme des traits initiatiques chamanistiques. Aussi, beaucoup de dessins furent produits avec un caractère radicalement différent des schémas dits “théoriques” du corps social. Il y eut également à partir de cette époque des sculptures, puis des objets et des performances, des actions à caractère intermedia, avec l’acoustique ou la musique. Ces derniers étaient dans la suite très logique des concepts déjà présents dans les dessins. »

#### Matériaux
À partir de 1964, Beuys inclut dans ses installations des matériaux organiques qui lui tiennent à cœur depuis son accident d’avion : le feutre, qui isole du froid ; la graisse, symbole de chaleur et d’énergie ; le miel ; mais aussi la cire d’abeille ; la terre ; le beurre ; les animaux morts ; le sang ; les os ; le soufre ; le bois ; la poussière ; les rognures d’ongle ; les poils. Ces derniers matériaux montrent la réutilisation par Beuys des déchets, non pas pour les magnifier, mais pour les mettre au service de l’art en explorant leur matérialité.

### Une œuvre totale

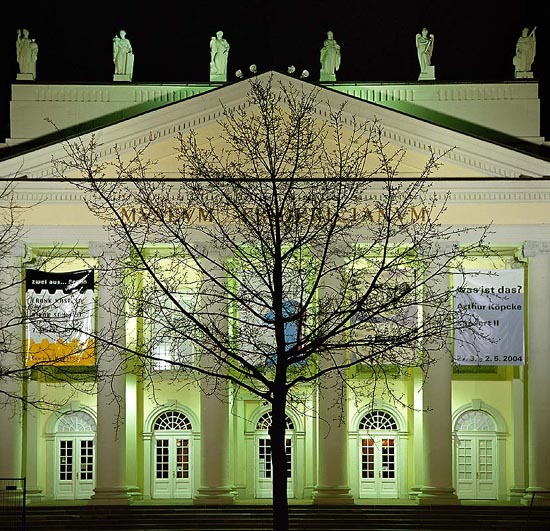
Stadtverwaldung, Kassel, musée Fridericianum, la nuit.

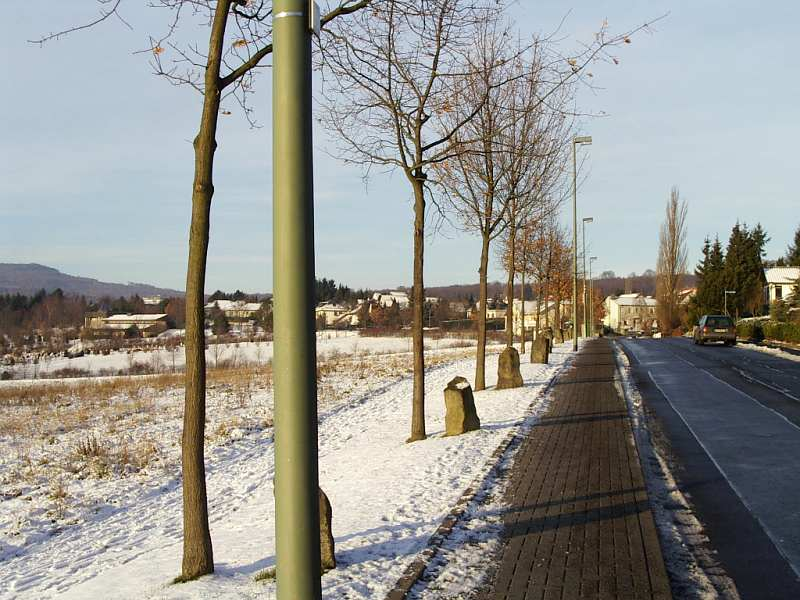
7000 Eichen. Stadtverwaldung statt Stadtverwaltung, Kassel (24. décembre 2003).

#### Un projet de vie
L’originalité de Beuys tient à ce que, non content de construire son œuvre sur le récit de sa vie (démarche inédite à l’époque[réf. nécessaire]), il retourne les termes du problème et s’efforce de mener son œuvre comme un projet existentiel.
L’artiste s'invente un personnage (reconnaissable à son chapeau et à son gilet) qui investit tous les domaines : professorat à l’académie des Beaux-Arts de Düsseldorf, création du Deutsche Studenten Partei en 1966, puis d’une Université libre internationale (manifeste de 1972), activités politiques et sociales diverses comportant une dimension ironique et ambiguë.
C’est en partie à cause de cette ironie sous-jacente que Beuys fut décrié par certains de ses contemporains : il lui fut reproché, entre autres, la dimension mystique de son œuvre, la récupération de l’histoire (la tragédie de la Seconde Guerre mondiale est un thème récurrent de ses travaux), mais surtout une certaine propension au culte de la personnalité.

#### La sculpture sociale
Beuys crée le concept de sculpture sociale devant permettre d'arriver à une société plus juste ; il pense que tout homme est artiste et que si chacun utilise sa créativité, tous seront libres.
Les travaux de Beuys ont donc de nombreuses clefs d'entrée ; ils participent à la fois de ce qu'on appelle une œuvre d'art totale (Gesamtkunstwerk) et de formes artistiques basées sur la sensation et le sensationnel.
Le 12 janvier 1985, Joseph Beuys participe au projet Global-Art-Fusion — en coopération avec Andy Warhol et l'artiste japonais Kaii Higashiyama. Ce projet FAX-ART intercontinental est initié par les artistes conceptuels Ueli Fuchser et Azar Salman, dans lequel un fax contenant plusieurs dessins des trois artistes est envoyé en 32 minutes autour du monde, de Dusseldorf à New York via Tokyo, puis réceptionné au palais Liechtenstein à Vienne. Ce fax est censé incarner un signe de paix pendant la guerre froide.

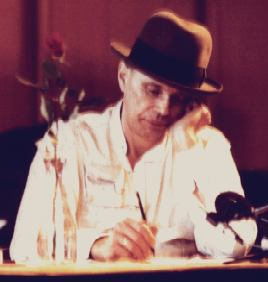
Joseph Beuys en 1985.

### Analyse de quelques œuvres

#### Wie man dem toten Hasen die Bilder erklärt
L’action intitulée Comment expliquer les tableaux à un lièvre mort est présentée à la galerie Schmela, à Düsseldorf, le 26 novembre 1965. Cette performance, d’une durée de trois heures, inaugure la première exposition de Beuys dans la galerie du marchand Alfred Schmela. L’artiste tient sur son sein un lièvre mort, comme il le ferait d’un enfant. Il se déplace dans la galerie vers les tableaux pour les montrer au lièvre mort, s’en approchant jusqu’à les toucher. Sa tête est recouverte de miel et de poudre d’or ; exceptionnellement, il ne porte pas le chapeau de feutre qui le caractérise tant. À plusieurs moments, il s’assied sur un tabouret juché sur une armoire métallique, en murmurant au lièvre des choses incompréhensibles pour le public. Au pied droit de Beuys est attachée une longue semelle d’acier contre laquelle est déposée une semelle de feutre de même dimension. L’un des pieds du tabouret est serti dans un rouleau de feutre et l’on distingue sous ce même tabouret deux os. Dans ces os, de même que dans la semelle d’acier, sont cachés des micros grâce auxquels sont retransmis les propos murmurés par l’artiste expliquant le sens de l’art au lièvre mort. Les pas de Beuys se déplaçant avec l’animal dans la galerie sont également audibles au-dehors. En effet, le public n’a pas accès directement à la scène ; il peut cependant l’observer à travers une porte vitrée, une fenêtre et des images vidéo retransmises en direct à l’extérieur de la galerie sur un téléviseur.
Cette action affirme une nouvelle fois, un concept « élargi » de la notion d’art ; l’homme en est le maillon principal, et son lien aux tableaux comme à une source de l’inconscient se révèle alors aussi important que les tableaux en eux-mêmes.

#### I like America and America likes Me

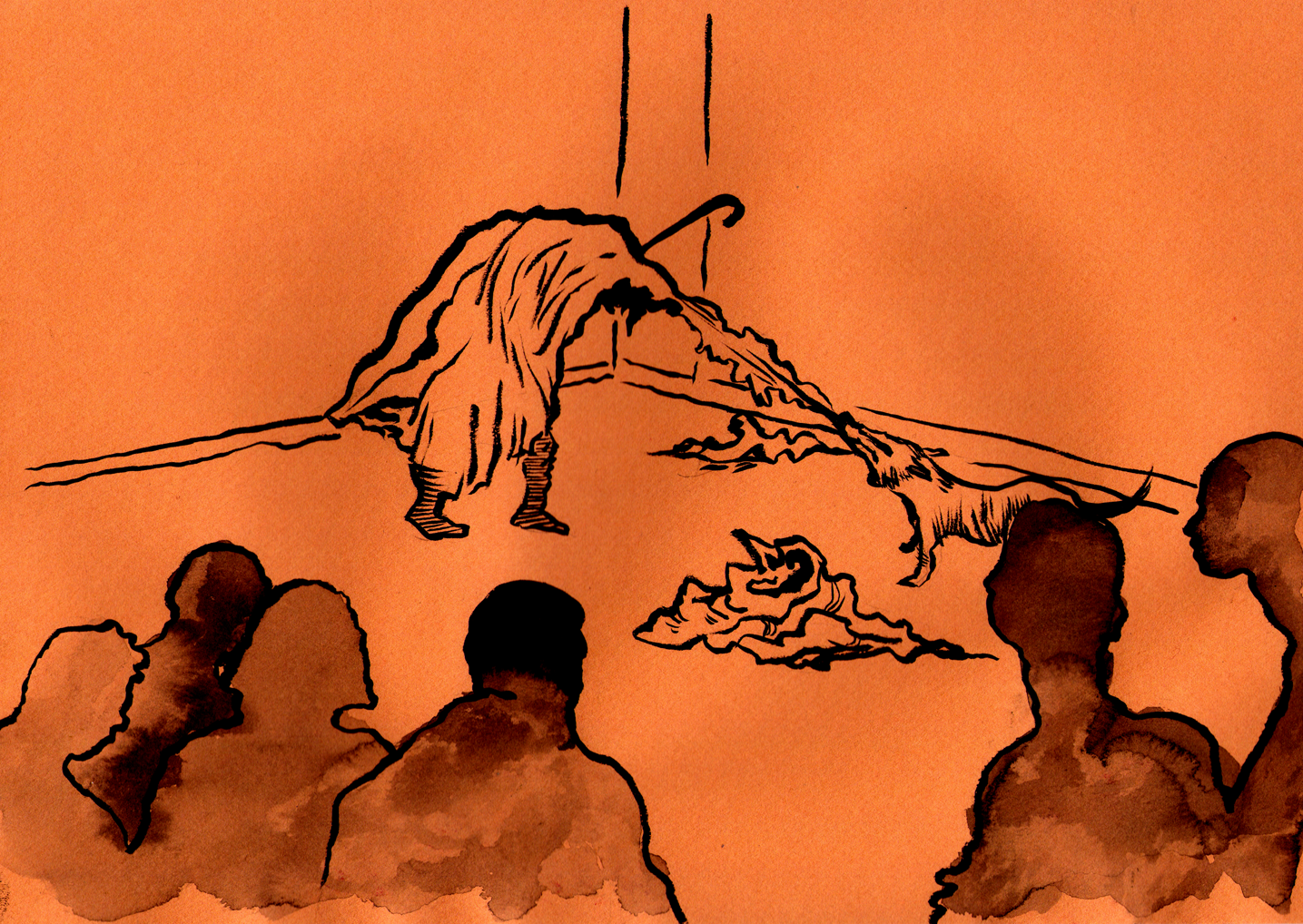
Performance de Joseph Beuys à la galerie René Block, à New York, en 1974 (illustration approximative d'Oriol Tuca, 2012).

Joseph Beuys débute l'action I like America and America likes Me alors qu’une exposition est annoncée à New York, en mai 1974, dans la galerie René Block. Une ambulance se présente au domicile de l’artiste à Düsseldorf, en Allemagne. Il est alors pris en charge sur une civière, emmitouflé dans une couverture de feutre. Il va alors accomplir un voyage en avion à destination des États-Unis, toujours isolé dans son étoffe. À son arrivée à l’aéroport Kennedy de New York, une autre ambulance l’attend. Surmontée d'un gyrophare et escortée par les autorités américaines, elle le transporte jusqu’au lieu d’exposition. De cette façon, Beuys ne foulera jamais le sol américain à part celui de la galerie : il avait en effet refusé de poser le pied aux États-Unis tant que durerait la guerre du Viêt Nam. Il coexiste ensuite pendant trois jours avec un coyote sauvage, récemment capturé dans le désert du Texas, qui attend derrière un grillage. Avec lui, Beuys joue de sa canne, de son triangle et de sa lampe torche. Il porte son habituel chapeau de feutre et se recouvre d’étoffes, elles aussi en feutre, que le coyote s’amuse à déchirer. Chaque jour, des exemplaires du Wall Street Journal, sur lesquels le coyote urine, sont livrés dans la cage. Filmés et observés par les visiteurs derrière un grillage, l’homme et l’animal partagent le feutre, la paille et le territoire de la galerie avant que l’artiste ne reparte comme il est venu,.
Cette performance a un caractère chamanique. L'artiste a une posture de chaman, recourant à des rituels et à des gestes ésotériques. Il représente l’esprit de l’homme blanc et le coyote celui de l’Indien. Le coyote est un animal  vénéré jadis par les Indiens d’Amérique et qui fut persécuté, exterminé par les Blancs.

#### Autres sculptures et installations
- Blitzschlag mit Lichtschein auf Hirsch, 1958-85, musée Guggenheim, Bilbao
- Infiltration homogène pour piano à queue, 1966, musée national d'art moderne, Paris
- Symphonie Eurasienne Sibérienne 1963, 1966, Museum of Modern Art, New York
- Fond VII/2, 1967-84, musée national d'art moderne, Paris
- Felt Suit, 1970, musée d'art Nelson-Atkins, Kansas City
- Vierge, 1979, musée Solomon R. Guggenheim, New York
- Room 3, 1981, Kunstmuseum Lichtenstein, Vaduz
- Terremoto, 1981, musée Solomon R. Guggenheim, New York
- Vitrine, 1981, Hamburger Kunsthalle, Hambourg
- F.I.U : La défense de la nature, 1983-85, musée Solomon R. Guggenheim, New York
- Das Ende des 20. Jahrhunderts, 1983, Hamburger Bahnof, Berlin
- Plight, 1985, musée national d'art moderne, Paris
- Nasse Wäsche Jungfrau II, 1985, musée national d'art moderne, Paris

### Rencontre avec le dalaï-lama
En 1978, l'artiste néerlandaise Louwrien Wijers s'entretient avec Joseph Beuys sur l'avenir de l'art, de la religion et de l'économie. Joseph Beuys lui suggére de poser les mêmes questions à Andy Warhol, lequel lui suggére à son tour d'interroger le dalaï-lama. Louwrien Wijers se rend à Dharamsala, en Inde du Nord, et trouve des points communs dans les visions de Beuys, d'Andy Warhol et du dalaï-lama. Celui-ci déclare comprendre Beuys, dont l'œuvre, à son sens, porte sur la notion d'impermanence. Joseph Beuys propose que la documenta de Cassel invite le dalaï-lama pour donner au Tibet un statut d’exemplarité planétaire d’une nouvelle entité basée sur un esprit de paix, l’égalité, la fraternité, la solidarité économique, ainsi qu'une véritable démocratie. Pour préparer cette audience, suivant la suggestion émise le 29 janvier 1982 à Paris par l'artiste de Fluxus Robert Filliou, qui pratique le bouddhisme tibétain, Beuys rencontre Sogyal Rinpoché, qui visite son atelier à l'académie des beaux-arts de Düsseldorf le 28 avril. La rencontre entre Beuys et le dalaï-lama a lieu le 27 octobre 1982 à Bonn et soixante artistes y participent dont Robert Filliou. En 1990, après la mort de Joseph Beuys et de Robert Filliou, un colloque ayant pour thème la rencontre de l'art, de la science et de la spiritualité dans une économie changeante se tint au Stedelijk Museum, à Amsterdam, auquel participe notamment le dalaï-lama.

### Expositions notables
- Documenta 1964 (3e), 1972 (5e), 1977 (6e), 1982 (7e), 1987 (8e)
- Biennale de Venise 1975
- Biennale de Paris 1971
- Beaubourg (Paris) : 1994
- MASS MoCA

#### Interrogations et polémiques autour du centenaire
En 2021, 21 musées allemands organisent des expositions hommage pour célébrer le centenaire de la naissance de l'artiste. À cette occasion, les interrogations sur l'idéologie et l'attitude de Beuys sont posées au travers de la biographie que lui a consacré l'auteur et artiste Hans Peter Riegel (de) en 2013, où il accuse Beuys d'être « un menteur en série », qui fit œuvre d'anciens combattants, recyclant l'anthroposophie de Steiner à travers les concepts nationalistes et racistes « d'âme, de guérison, de résurrection, de génie allemand » ou bien un activiste écologiste dont l'héritage est partagé de Marina Abramović à Greta Thunberg et Edward Snowden comme le propose une exposition à Düsseldorf,.
Riegel insiste aussi sur les troubles psychiatriques dont souffrait Beuys, qui s'exprime par une mythomanie duale : d'un côté une personnalité qui se veut avant-gardiste, mais qui est profondément attachée au passé, romantique et conservatrice dans le culte germaniste du héros. Il rejoint les critiques qui, déjà du vivant de Beuys, le considéraient comme un charlatan, ou la critique émise par Benjamin Buchloh qui considérait que Beuys était un artiste superficiel qui n'avait jamais pris au sérieux Auschwitz.

### Iconographie et filmographie
- Willy Maywald, Portrait de Joseph Beuys, chez lui à Clèves, 1950, photographie (sur le site du Centre Pompidou).
- 2017 : Beuys, film documentaire d'Andres Veiel.